# ناحیه ادگار، شهرستان ادگار، ایلینوی
ناحیه ادگار (به انگلیسی: Edgar Township) یک منطقهٔ مسکونی در ایالات متحده آمریکا است که در شهرستان ادگار، ایلینوی واقع شده‌است. ناحیه ادگار ۱۹۸ متر بالاتر از سطح دریا واقع شده‌است.